# Tetraogallus
A Tetraogallus , magyarul királyfogoly a madarak (Aves) osztályának a tyúkalakúak (Galliformes) rendjébe és a fácánfélék (Phasianidae) családjába tartozó nem. Alcsaládi elhelyezése vitatott, sorolják a pávaformák (Pavoninae) és a fogolyformák (Perdicinae) alcsaládjába is.

## Rendszerezésük
A nemet John Edward Gray brit zoológus írta le 1832-ben, az alábbi 5 faj tartozik ide:
- kaukázusi királyfogoly (Tetraogallus caucasicus)
- kaszpi királyfogoly (Tetraogallus caspius)
- himalájai királyfogoly (Tetraogallus himalayensis)
- tibeti királyfogoly (Tetraogallus tibetanus)
- altaj királyfogoly (Tetraogallus altaicus)